# ボイ・ヴァーテルマン
ボイ・ヴァーテルマン（Boy Waterman, 1984年1月24日 - ）はオランダ・レリスタット出身の元サッカー選手。現役時代のポジションはゴールキーパー。

## 経歴
2004年にSCヘーレンフェーンに加入し、2007年にAZアルクマールに移籍した。フォッペ・デ・ハーン監督からオランダの21歳以下のナショナルチームに招集され、UEFA U-21欧州選手権2007に出場してイスラエル戦での勝利に貢献した。ポルトガルとの第2戦にも出場したが、途中でケネス・フェルメールと交代した。
2008年以降はセルヒオ・ロメロの台頭もあってエールディヴィジのチームを渡り歩いたが、2011年に隣国ドイツのブンデスリーガ2部に所属するアレマニア・アーヘンへ移籍した。
2012年5月26日、アンドレーアス・イサクソンが抜けたPSVアイントホーフェンへの移籍が決定した。プシェミスワフ・ティトンからポジションを奪ってゴールマウスを守ったが、2位に終わりアヤックスの3連覇を許した。
2015年7月9日、スュペル・リグからの降格が決定したカルデミル・カラビュックスポルを退団し、キプロス・ファーストディビジョンのAPOELニコシアに移籍。契約期間は2年間で、99番を背負う。
2020年8月24日、OFIクレタに移籍した。
2022年6月20日、PSVアイントホーフェンと1年契約を結んだ。

## タイトル

### クラブ
PSV
- KNVBカップ : 1回 (2022-23)
- ヨハン・クライフ・スハール : 3回 (2012, 2022, 2023)

APOEL
- キプロス・ファーストディビジョン : 4回 (2015-16, 2016-17, 2017-18, 2018-19)
- キプロス・スーパーカップ : 1回 (2019)

### 代表
U-21オランダ代表
- UEFA U-21欧州選手権 : 1回 (2007)